# ニコラス・ディアス
ニコラス・アンドレス・ディアス・ウインカレス（Nicolás Andrés Díaz Huincales, 1999年5月20日 - ）は、チリ・首都州ラ・フロリダ出身のサッカー選手。リーガMX・クラブ・ティフアナ所属。ポジションはDF。

## クラブ経歴
2017年にCDパレスティーノのトップチームに昇格。8月15日の国内リーグのCSDコロコロ戦でプロデビュー。翌2018年シーズン以降出場機会が増え、同年シーズンは国内カップ戦コパ・チレで優勝を経験した。
2020年1月16日、リーガMXのモナルカス・モレリア (現：マサトランFC) への移籍が決まり、翌日ローン移籍の形でCDパレスティーノに残留が発表。リーガMX2019-20シーズン終了後の6月15日に、正式にマサトランFCに加入。8月25日のCFパチューカ戦では、プロ初ゴールを決めた。
2022年6月、クラブ・ティフアナに加入した。

## 代表経歴
2019年に自国開催の2019 南米ユース選手権に、U-20のチリ代表で出場。更に同年5月にはトゥーロン国際大会にも出場し、2020年にはCONMEBOLプレオリンピック大会にも出場。同年10月にはフル代表に初招集。9日の2022 FIFAワールドカップ・南米予選戦のウルグアイ戦で代表デビュー戦を先発出場で飾るも、試合は1-2で敗れた。

## 人物
- ディアス一家はサッカー一家で、父は元代表のイタロ・ディアス。兄もチリ代表のパウロ・ディアスで、兄とは前述のウルグアイ戦で兄弟出場を果たした。